# Nenê (Musiker)
Nenê (* 5. Februar 1947 in Porto Alegre, Brasilien als Realcino Lima Filho) ist ein brasilianischer Musiker (Perkussion, Arrangement, Komposition) und Musikpädagoge, der vor allem im Bereich des Jazz und der Música Popular Brasileira hervorgetreten ist.

## Leben und Wirken
Nenê begann mit zwölf Jahren auf dem Akkordeon zu spielen. Als Autodidakt wendete er sich mit 14 Jahren dem Schlagzeug zu, um bald als professioneller Musiker zu arbeiten. Mit 19 Jahren holte ihn Hermeto Pascoal ins Quarteto Novo; bald darauf arbeitete er auch mit Milton Nascimento, César Camargo Mariano, Elis Regina, Edu Lobo und Egberto Gismonti. Mit Pascoal tourte er Ende der 1970er international, um dann mit Gismonti in Europa aufzutreten und am Album Sanfona mitzuwirken. 1982 konnte er mit Bugre sein erstes Album als Leader vorlegen. Dann zog er nach Europa, wo er mit Gismonti und mit Claude Nougaro auftrat und mit Simon Spang-Hanssen seine eigene Nenê Band gründete, mit der er 1984 das Album Ponto dos Músicos vorlegte und auf zahlreichen europäischen Festivals spielte. Auftritte mit Kenny Wheeler und Bob Moses und Plattenaufnahmen mit Tiziana Simona und Mimi Lorenzini schlossen sich an. 1986 kehrte er nach Brasilien zurück, wo er seitdem immer wieder mit der Theatergruppe Pau Brasil tourte und auftrat. 1987 kam sein drittes Album Minuano in die brasilianischen Top Ten. In den nächsten Jahren trat er auch mit Takashi Kako, mit Steve Lacy, mit Paulo Moura und mit Vinz Vonlanthen auf sowie im Quartett mit Gismonti, Charlie Haden und Michel Portal und im Trio mit Hermeto Pascoal und Richard Galliano. Daneben leitet er sein eigenes Trio, mit dem er zahlreiche Veröffentlichungen vorgelegt und seine Musik auf vielen brasilianischen Festivals präsentiert hat.
Zudem verfasste er das Lehrbuch Brazilian Rhythms by Nene (Zurfluh Editions, Paris 1988), dessen Inhalte er auch in Workshops in Europa präsentierte.

## Diskographische Hinweise
- Minuano (1985)
- Suíte Curral Del Rey  (1997; für einen Grammy nominiert)
- Porto dos Casais (1998)
- Sudeste (2007)
- Inverno (2012)